# Педесет нијанси — Сива (филм)
Педесет нијанси — Сива (енгл. Fifty Shades of Grey) амерички је еротски трилер из 2015. године. Режију потписује Сем Тејлор Џонсон, по сценарију Кели Марсел. Темељи се на истоименом роману ауторке Е. Л. Џејмс. Глумачку поставу предводи Дакота Џонсон као Анастазија Стил, дипломкиња факултета која започиње садомазохистичку везу са младим пословним магнатом Кристијаном Грејем, ког игра Џејми Дорнан.
Премијера је приказана 11. фебруара 2013. на Берлинском филмском фестивалу. Упркос углавном негативним рецензијама критичара, остварио је огроман комерцијални успех, оборивши бројне рекорде. Зарадио је преко 570 милиона долара широм света.
Песма „Love Me like You Do”, Ели Голдинг, номинована је за награду Златни глобус за најбољу оригиналну песму. Сингл „Earned It”, коју изводи The Weeknd, номинован је за Оскара за најбољу оригиналну песму. Први је део филмског серијала Педесет нијанси и прате га два наставка, Педесет нијанси — Мрачније и Педесет нијанси — Ослобођени.

## Радња
21-годишња Анастазија „Ана” Стил је студенткиња енглеске књижевности у сателитском кампусу Универзитета Државе Вашингтон у близини Ванкувера. Када се њена цимерка, Кејт Кавана, разболи и не може да интервјуише Кристијана Греја, 27-годишњег милијардерског предузетника, за факултетске новине, Ана пристаје да прискочи у помоћ и заузима њено место. У Кристијановом седишту у Сијетлу, Ана се спотиче током састанка. Кристијан, који је те године предавач за УДВ, почиње да се занима за њу; убрзо након тога посећује продавницу гвожђа у којој Ана ради и нуди да се фотографише за чланак за који га је Ана интервјуисала.
Кристијан позива Ану на кафу, али одлази нагло након што Ана призна да је романтична, рекавши да он није мушкарац за њу. Кристијан касније шаље Ани два примерак прве копије романа Томаса Хардија, укључујући Теса од д'Урбервилових, на поклон, са цитатом из последње књиге о опасностима односа, на пратећој честитки.
Ана и њени пријатељи прослављају дипломирање у локалном бару. Након што је превише попила, Ана спонтано зове Кристијана, рекавши да му враћа књиге, и осуђује његово понашање према њој. Кристијан одлази у бар да пронађе Ану, која се затим онесвестила. Следећег јутра се буди у Кристијановој хотелској соби, али јој је лакше када открије да нису били интимни.
Ана и Кристијан почињу да се виђају, иако он инсистира на томе да она потпише уговор о поверљивости података који је спречава да открије детаље о њиховој вези. Кристијан објашњава да има бондаж везе, али само онако како је јасно дефинисано у уговору између учесника. Ана му открива да је невина. Док размишљају о уговору и преговарају о сопственим условима, и након што су посетили његову „играоницу”, собу препуну разноврсних БДСМ играчака, намештаја и опреме, она и Кристијан имају секс. Ана такође упознаје Кристијанову мајку. Ана пита Кристијана колико је девојака живело у његовој кући док је он води кући.
Кристијан дарује Ани низ поклона и услуга, укључујући нови аутомобил и лаптоп рачунар. Након што се Ана и Кејт преселе у Сијетл, Ана наставља да се виђа са Кристијаном. Током вечере код Кристијанових родитеља, Ана изненада помиње да сутрадан одлази у посету мајци у Џорџију. Касније, Кристијан постаје фрустриран када Ана каже да жели више од једностране везе коју он предлаже. Шокирана је када Кристијан неочекивано стиже у Џорџију; води је у лет, али убрзо одлази, како би спречио хитан случај у Сијетлу.
Након повратка кући, Ана наставља да се виђа са Кристијаном, који жели даље сексуално експериментисање. Ана у почетку пристаје, али Кристијан се емоционално удаљава, узнемиравајући је. Док још разматра уговор, и у настојању да психолошки разуме Кристијана, Ана га замоли да покаже како би је „казнио” због кршења правила. Кристијан ременом шиба Анину задњицу. Узнемирена и згрожена, Ана раскида са Кристијаном након што је закључила да он није прави за њу, а његове праксе граниче с девијантним и претераним.

## Улоге
| Глумац           | Улога                  |
| ---------------- | ---------------------- |
| Дакота Џонсон    | Анастазија „Ана” Стил  |
| Џејми Дорнан     | Кристијан Греј         |
| Елоиз Мамфорд    | Кетрин „Кејт” Кавана   |
| Џенифер Или      | Карла Вилкс            |
| Марша Геј Харден | др Грејс Тревељан-Греј |
| Виктор Расук     | Хосе Родригез          |
| Лук Грајмс       | Елиот Греј             |
| Рита Ора         | Мија Греј              |
| Макс Мартини     | Џејсон Тејлор          |
| Калум Кит Рени   | Реј Стил               |
| Ендру Ерли       | Карик Греј             |
| Дилан Нил        | Боб Адамс              |
| Ентони Маконехи  | Пол Клејтон            |
| Емили Фонда      | Мартина                |
| Рејчел Скарстен  | Андреа                 |

## Настваци
У априлу 2015. године, The Hollywood Reporter известио је да је супруг Е. Л. Џејмс, Нил Леонард, ангажован да напише сценарио за наставак филма. Истог месеца, на Universal CinemaCon-у 2015. у Лас Вегасу, Universal је најавио датуме објављивања наставака, са филмом Педесет нијанси — Мрачније који би био објављен 10. фебруара 2017. и Педесет нијанси — Ослобођени у 9. фебруара 2018. године. Међутим, Сам Тејлор-Џонсон се неће вратити као редитељка наставака. Дана 20. августа 2015. године, редитељ серије Кућа од карата, Џејмс Фоли, био предводник у режији наставка. У новембру 2015. године, Universal Studios најавио је да ће се оба филма снимати истовремено.

## Пародија
Пародична верзија филма, Педесет нијанси црне, објављена је 29. јануара 2016. године у Северној Америци. Сценарио су написали Марлон Вејанс и Рик Алварез, у ком Вејанс глуми као Кристијан Блек. Филм је дистрибуирао SquareOne Entertainment у Немачкој и Open Road Films у Сједињеним Државама; IM Global га је продуцирао и финансирао, као и руководио међународним објављивањима. Кали Хок игра пародичну верзију Анастазије Стил, док споредне улоге играју Афион Крокет, Мајк Епс, Џејн Симор, Кинг Бач и Фред Вилард. Биоскопски је издат 29. јануара 2016. и описан је као мање смешан „од ненамерно смешног филма који покушава да избаци”.